# 1977년 일본 프로 야구 올스타전
1977년 일본 프로 야구 올스타전은 1977년 7월 23일과 7월 24일, 7월 26일에 열린 일본 프로 야구의 올스타전 경기이다.

## 개요
전년도에 2년 연속 일본 시리즈 우승을 달성한 한큐 브레이브스의 우에다 도시하루 감독이 퍼시픽 리그 올스타팀을 이끌었고 센트럴 리그 우승을 장식한 요미우리 자이언츠의 나가시마 시게오 감독이 센트럴 리그 올스타팀의 감독으로서 첫 등장했다.
이 해에 3경기를 치른 모든 경기에서 양팀 모두 한 자릿수 안타를 기록했는데 그중 1차전에서는 유일하게 3안타를 날린 센트럴 올스타팀의 와카마쓰 쓰토무(야쿠르트), 2차전에서는 선제타를 날린 퍼시픽 리그 올스타팀의 노무라 가쓰야(난카이), 3차전에서는 2점 홈런을 친 센트럴 올스타팀의 오 사다하루(요미우리)가 MVP를 각각 획득했다.

## 출장 선수
| 센트럴 리그 | 센트럴 리그       | 센트럴 리그 | 센트럴 리그 |
| ----------- | ----------------- | ----------- | ----------- |
| 감독        | 나가시마 시게오   | 요미우리    |             |
| 코치        | 요시다 요시오     | 한신        |             |
| 코치        | 고바 다케시       | 히로시마    |             |
| 투수        | 고바야시 시게루   | 요미우리    | 2           |
| 투수        | 니우라 히사오     | 요미우리    | 2           |
| 투수        | 에모토 다케노리   | 한신        | 4           |
| 투수        | 후루사와 겐지     | 한신        | 2           |
| 투수        | 다카하시 사토시   | 히로시마    | 첫 출장     |
| 투수        | 스즈키 다카마사   | 주니치      | 3           |
| 투수        | 스즈키 야스지로   | 야쿠르트    | 첫 출장     |
| 투수        | 야스다 다케시     | 야쿠르트    | 3           |
| 투수        | 가지마 겐이치     | 야쿠르트    | 첫 출장     |
| 투수        | 스기야마 도모타카 | 다이요      | 첫 출장     |
| 포수        | 요시다 다카시     | 요미우리    | 2           |
| 포수        | 기마타 다쓰히코   | 주니치      | 6           |
| 포수        | 후쿠시마 히사아키 | 다이요      | 2           |
| 1루수       | 오 사다하루       | 요미우리    | 18          |
| 2루수       | 나카무라 가쓰히로 | 한신        | 3           |
| 3루수       | 다카다 시게루     | 요미우리    | 9           |
| 유격수      | 고노 가즈마사     | 요미우리    | 첫 출장     |
| 내야수      | H. 브리든         | 한신        | 첫 출장     |
| 내야수      | 가케후 마사유키   | 한신        | 2           |
| 내야수      | 오시마 야스노리   | 주니치      | 첫 출장     |
| 내야수      | 오스기 가쓰오     | 야쿠르트    | 7           |
| 내야수      | J. 시핀           | 다이요      | 4           |
| 내야수      | 다시로 도미오     | 다이요      | 첫 출장     |
| 내야수      | 기누가사 사치오▲  | 히로시마    | 5           |
| 외야수      | 야나기다 마사히로 | 요미우리    | 첫 출장     |
| 외야수      | 와카마쓰 쓰토무   | 야쿠르트    | 6           |
| 외야수      | 시바타 이사오     | 요미우리    | 11          |
| 외야수      | 하리모토 이사오   | 요미우리    | 18          |
| 외야수      | 야마모토 고지     | 히로시마    | 5           |
| 외야수      | 다카기 요시카즈▲  | 다이요      | 첫 출장     |

| 퍼시픽 리그 | 퍼시픽 리그         | 퍼시픽 리그 | 퍼시픽 리그 |
| ----------- | ------------------- | ----------- | ----------- |
| 감독        | 우에다 도시하루     | 한큐        |             |
| 코치        | 다카바타케 야스마사 | 난카이      |             |
| 코치        | 쓰치야 히로미쓰     | 롯데        |             |
| 투수        | 무라타 조지         | 롯데        | 5           |
| 투수        | 야마다 히사시       | 한큐        | 6           |
| 투수        | 야마구치 다카시     | 한큐        | 3           |
| 투수        | 이나바 미쓰오       | 한큐        | 3           |
| 투수        | 가네시로 모토야스   | 난카이      | 2           |
| 투수        | 후지타 마나부       | 난카이      | 첫 출장     |
| 투수        | 스즈키 게이시       | 긴테쓰      | 11          |
| 투수        | 오타 고지           | 긴테쓰      | 7           |
| 투수        | 다카하시 나오키     | 닛폰햄      | 2           |
| 투수        | 다카하시 가즈미     | 닛폰햄      | 5           |
| 투수        | 나가이 다모쓰       | 크라운      | 첫 출장     |
| 포수        | 노무라 가쓰야       | 난카이      | 21          |
| 포수        | 가토 도시오         | 닛폰햄      | 3           |
| 포수        | 와카나 요시하루     | 크라운      | 첫 출장     |
| 1루수       | 가토 히데지         | 한큐        | 6           |
| 2루수       | 야마자키 히로유키   | 롯데        | 8           |
| 3루수       | 아리토 미치요       | 롯데        | 8           |
| 유격수      | 사다오카 지아키     | 난카이      | 3           |
| 내야수      | 시마타니 긴지       | 한큐        | 3           |
| 내야수      | 이시와타 시게루     | 긴테쓰      | 첫 출장     |
| 내야수      | 모토이 미쓰오       | 크라운      | 5           |
| 외야수      | 후쿠모토 유타카     | 한큐        | 7           |
| 외야수      | 가도타 히로미쓰     | 난카이      | 4           |
| 외야수      | 시마모토 고헤이     | 긴테쓰      | 3           |
| 외야수      | L. 리               | 롯데        | 첫 출장     |
| 외야수      | 도쿠쓰 다카히로     | 롯데        | 첫 출장     |
| 외야수      | 히로타 스미오       | 롯데        | 3           |
| 외야수      | W. 윌리엄스         | 닛폰햄      | 첫 출장     |

- 굵은 글씨는 팬 투표로 선출된 선수, ▲는 출장 사퇴 선수 발생에 의한 보충 선수.

## 올스타전 경기 결과

### 1차전

#### 스코어
| 팀 | 1 | 2 | 3 | 4 | 5 | 6 | 7 | 8 | 9 | R | H | E |
| 센트럴 | 0 | 0 | 0 | 0 | 0 | 0 | 2 | 0 | 0 | 2 | 7 | 0 |
| 퍼시픽 | 0 | 0 | 0 | 0 | 0 | 0 | 1 | 0 | 0 | 1 | 6 | 0 |
| 승리 투수: 가지마 겐이치(야쿠르트) 패전 투수: 이나바 미쓰오(한큐) 세이브: 스즈키 다카마사(주니치) 홈런: 퍼시픽 – 와카나 요시하루(크라운·7회 1점) |   |   |   |   |   |   |   |   |   |   |   |   |

#### 출장 선수
| 센트럴 | 센트럴 | 센트럴            |
| 타순   | 수비   | 선수              |
| ------ | ------ | ----------------- |
| 1      | (우)   | 와카마쓰 쓰토무   |
| 2      | (중)   | 시바타 이사오     |
| 3      | (三)   | 가케후 마사유키   |
| 4      | (一)   | 오 사다하루       |
| 5      | (좌)   | 하리모토 이사오   |
| 6      | (二)   | 나카무라 가쓰히로 |
| 7      | (유)   | 고노 가즈마사     |
| 8      | (포)   | 요시다 다카시     |
| 9      | (투)   | 에모토 다케노리   |

| 퍼시픽 | 퍼시픽 | 퍼시픽            |
| 타순   | 수비   | 선수              |
| ------ | ------ | ----------------- |
| 1      | (중)   | 후쿠모토 유타카   |
| 2      | (二)   | 야마자키 히로유키 |
| 3      | (一)   | 가토 히데지       |
| 4      | (우)   | 가도타 히로미쓰   |
| 5      | (투)   | 오타 고지         |
| 6      | (三)   | 아리토 미치요     |
| 7      | (포)   | 노무라 가쓰야     |
| 8      | (좌)   | 시마모토 고헤이   |
| 9      | (유)   | 사다오카 지아키   |

#### 수상 선수
MVP
- 와카마쓰 쓰토무(야쿠르트)

### 2차전

#### 스코어
| 팀                                                                                                 | 1 | 2 | 3 | 4 | 5 | 6 | 7 | 8 | 9 | R | H | E |
| 센트럴                                                                                             | 0 | 0 | 0 | 0 | 0 | 0 | 0 | 0 | 0 | 0 | 5 | 1 |
| 퍼시픽                                                                                             | 0 | 1 | 0 | 0 | 1 | 0 | 0 | 2 | X | 4 | 8 | 0 |
| 승리 투수: 야마다 히사시(한큐) 패전 투수: 후루사와 겐지(한신) 홈런: 퍼시픽 – 레론 리(롯데·5회 1점) |   |   |   |   |   |   |   |   |   |   |   |   |

#### 출장 선수
| 센트럴 | 센트럴 | 센트럴            |
| 타순   | 수비   | 선수              |
| ------ | ------ | ----------------- |
| 1      | (우)   | 와카마쓰 쓰토무   |
| 2      | (중)   | 시바타 이사오     |
| 3      | (三)   | 가케후 마사유키   |
| 4      | (一)   | 오 사다하루       |
| 5      | (좌)   | 하리모토 이사오   |
| 6      | (二)   | 나카무라 가쓰히로 |
| 7      | (유)   | 고노 가즈마사     |
| 8      | (포)   | 요시다 다카시     |
| 9      | (투)   | 후루사와 겐지     |

| 퍼시픽 | 퍼시픽 | 퍼시픽            |
| 타순   | 수비   | 선수              |
| ------ | ------ | ----------------- |
| 1      | (중)   | 후쿠모토 유타카   |
| 2      | (二)   | 야마자키 히로유키 |
| 3      | (一)   | 가토 히데지       |
| 4      | (우)   | 가도타 히로미쓰   |
| 5      | (三)   | 아리토 미치요     |
| 6      | (유)   | 사다오카 지아키   |
| 7      | (포)   | 노무라 가쓰야     |
| 8      | (좌)   | 시마모토 고헤이   |
| 9      | (투)   | 야마다 히사시     |

#### 수상 선수
MVP
- 노무라 가쓰야(난카이)

### 3차전

#### 스코어
| 팀 | 1 | 2 | 3 | 4 | 5 | 6 | 7 | 8 | 9 | R | H | E |
| 퍼시픽 | 0 | 1 | 0 | 1 | 0 | 0 | 0 | 0 | 1 | 3 | 7 | 1 |
| 센트럴 | 0 | 0 | 0 | 2 | 1 | 0 | 1 | 0 | X | 4 | 5 | 4 |
| 승리 투수: 가지마 겐이치(야쿠르트) 패전 투수: 후지타 마나부(난카이) 세이브: 스즈키 다카마사(주니치) 홈런: 퍼시픽 – 시마타니 긴지(한큐·4회 1점) 센트럴 – 오 사다하루(요미우리·4회 2점) |   |   |   |   |   |   |   |   |   |   |   |   |

#### 출장 선수
| 퍼시픽 | 퍼시픽 | 퍼시픽            |
| 타순   | 수비   | 선수              |
| ------ | ------ | ----------------- |
| 1      | (중)   | 후쿠모토 유타카   |
| 2      | (二)   | 야마자키 히로유키 |
| 3      | (一)   | 가토 히데지       |
| 4      | (우)   | 가도타 히로미쓰   |
| 5      | (三)   | 아리토 미치요     |
| 6      | (유)   | 사다오카 지아키   |
| 7      | (포)   | 노무라 가쓰야     |
| 8      | (좌)   | 시마모토 고헤이   |
| 9      | (투)   | 스즈키 게이시     |

| 센트럴 | 센트럴 | 센트럴            |
| 타순   | 수비   | 선수              |
| ------ | ------ | ----------------- |
| 1      | (우)   | 와카마쓰 쓰토무   |
| 2      | (三)   | 가케후 마사유키   |
| 3      | (좌)   | 하리모토 이사오   |
| 4      | (一)   | 오 사다하루       |
| 5      | (중)   | 시바타 이사오     |
| 6      | (二)   | 나카무라 가쓰히로 |
| 7      | (유)   | 고노 가즈마사     |
| 8      | (포)   | 요시다 다카시     |
| 9      | (투)   | 야스다 다케시     |

#### 수상 선수
MVP
- 오 사다하루(요미우리)

## 같이 보기
- 일본 야구 기구
- 일본 프로 야구 올스타전